# منطقة شاندربور
شاندربور رمزها «CH» (بالإنجليزية: Chandrapur)‏ ، هو تقسيم إداري لدولة الهند تتبع ولاية ماهاراشترا (بالإنجليزية: Maharashtra)‏ ، مركزها هو مدينة شاندربور (بالإنجليزية: Chandrapur)‏ عدد سكانها حسب تعداد سنة 2001 هو 2,077,909 ، مساحتها 11,443 كم² وكثافة السكان 182 لكل كم² .